# Van Halen
Van Halen là một ban nhạc rock Mỹ được thành lập tại Pasadena, California vào năm 1972. Được công nhận là ban nhạc đã "đưa hard rock về vị trí hàng đầu trong nền âm nhạc", Van Halen được biết đến với các buổi biểu diễn trực tiếp tràn đầy năng lượng, và với các tác phẩm của tay guitar chính nổi tiếng Eddie Van Halen.
Từ năm 1974 tới năm 1985, các thành viên trong nhóm bao gồm Eddie Van Halen; tay trống Alex Van Halen; giọng ca David Lee Roth; và tay bass Michael Anthony. Van Halen qua đời vào tháng 10 năm 2020 sau nhiều năm chống trọi với bệnh ung thư.